# Dictis striatipes
Dictis striatipes är en spindelart som beskrevs av Ludwig Carl Christian Koch 1872. Dictis striatipes ingår i släktet Dictis och familjen spottspindlar. Inga underarter finns listade i Catalogue of Life.